# Jan Berchmans
Jan Berchmans, född 13 mars 1599 i Diest, död 13 augusti 1621 i Rom, var en belgisk jesuit och präststuderande. Tillsammans med Stanislaus Kostka och Aloysius Gonzaga betraktas Jan Berchmans inom Romersk-katolska kyrkan som skyddshelgon för studerande ungdom. Jan Berchmans minnesdag firas inom Romersk-katolska kyrkan den 13 augusti.

## Biografi
Jan Berchmans var son till en skomakare i Diest. Han studerade i Malines, där han kom i kontakt med Jesuitorden. Han hade bestämt sig för att bli jesuit efter att ha läst om den helige Aloysius Gonzagas liv. Vid sjutton års ålder skickades han till Rom för sitt novitiat. I Rom studerade han bland annat filosofi och flera av Europas språk. Han hade en önskan att få verka i Kina efter sin prästvigning.
Efter en offentlig debatt, vid vilken Jan Berchmans med emfas försvarade den katolska tron, drabbades han av svår feber och avled, 22 år gammal. Han har fått sitt sista vilorum i vänster tvärskepp i barockkyrkan Sant'Ignazio i Rom.

## Bilder
| - Den helige Jan Berchmans grav i Sant'Ignazio i Rom (detalj). |

### Webbkällor
- ”St. John Berchmans”. Catholic Encyclopedia. New Advent. http://www.newadvent.org/cathen/08450a.htm. Läst 13 augusti 2017.
- ”San Giovanni Berchmans”. Santi e Beati. http://www.santiebeati.it/dettaglio/66050. Läst 13 augusti 2017.